# Nicotiana longiflora
Nicotiana longiflora là loài thực vật có hoa trong họ Cà. Loài này được Cav. mô tả khoa học đầu tiên năm 1802.